# Worcester, Massachusetts

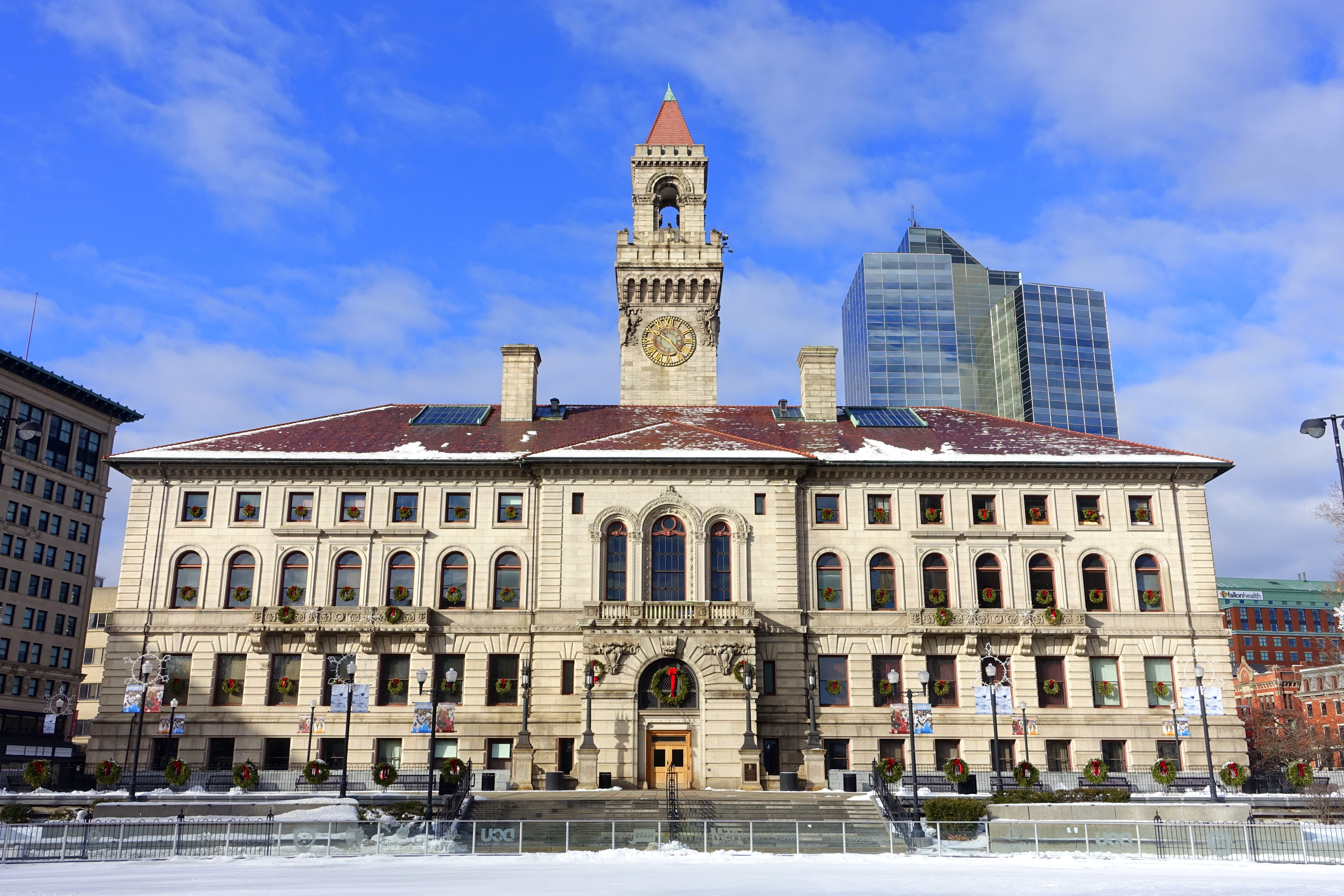

Worcester, Massachusetts là một thành phố quận lỵ quận Worcester trong tiểu bang thịnh vượng chung Massachusetts, Hoa Kỳ. Thành phố có tổng diện tích 99,9 km², trong đó diện tích đất là 97,3 km². Theo điều tra dân số Hoa Kỳ năm 2010, thành phố có dân số 181.045 người, là thành phố lớn thứ nhì Tân Anh Cát Lợi, sau Boston.
Worcester được đặt tên theo Worcester, Anh, có cự ly khoảng 40 dặm (64 km) phía tây Boston, và 38 dặm. (61 km) phía đông bắc của Springfield. Do vị trí của nó ở trung tâm Massachusetts, giữa các khu vực đô thị lớn của tiểu bang Massachusetts, Worcester được biết đến như "Trái tim của Khối thịnh vượng chung", do đó, trái tim là biểu tượng chính thức của thành phố.
Worcester đã được coi là khu vực riêng của nó trong nhiều thế kỷ, tuy nhiên, sự xâm lấn của ngoại ô Boston, hiện nay đánh dấu các vùng ngoại vi phía tây của khu vực thống kê dân số kết hợp Boston-orcester Manchester (MA-RI-NH) (Đại Boston). Thành phố có nhiều công trình kiến kiến trúc nhà máy thời Victoria.